# Kyashar
Der Kyashar (andere Namen sind Thangnaktse und Peak 43) ist ein Berg in der Khumbu-Region in Nepal, östlich von Namche Bazar im sogenannten Hinku Himal. 
Nördlich des 6769 m hohen Kyashar liegt der Kantega (6783 m), südwestlich der Kusum Kangguru (6367 m). Der Mera Peak (6476 m) liegt 6,77 km südöstlich.
Der Kyashar ist über einen Bergkamm mit dem Kantega verbunden. An der Westflanke strömt der Kyashargletscher. 
Der Kyashar wurde am 18. Oktober 2003 von Bruce Normand, Andreas Frank und Sam Broderick erstbestiegen. Die Aufstiegsroute führte über den Westgrat und die Westwand.
Am 11. November 2012 gelang den Japanern Yasuhiro Hanatani, Hiroyoshi Manome und Tatsuya Aoki die erste Besteigung des Berges über den Südpfeiler (South Pillar), der so genannten NIMA-Route (2400m, ED+, 5.10a, M5), im Alpinstil, wofür sie mit dem Piolet d’Or ausgezeichnet wurden.